# Tomáš Fabián
Tomáš Fabián (* 10. září 1989, Mladá Boleslav) je český fotbalový obránce a bývalý mládežnický reprezentant. V současnosti je hráčem českého klubu FK Mladá Boleslav.

## Klubová kariéra
Tomáš Fabián přešel do FK Mladá Boleslav ve svých 14 letech z MSK Mnichovo Hradiště. V lednu 2009 se dostal na soupisku A-týmu. Jarní část sezony 2012/13 hostoval ve FK Varnsdorf.

## Reprezentační kariéra
Nastupoval za české reprezentační výběry U18, U19, U20 a U21. Hrál na Mistrovství světa hráčů do 20 let 2009 v Egyptě, kde ČR vypadla v osmifinále s Maďarskem na penalty 3:4 (po prodloužení byl stav 2:2).